# ナメック星
ナメック星（ナメックせい）は、鳥山明の漫画『ドラゴンボール』およびそれを原作としたアニメなどに登場する架空の惑星。本項では、ナメック星に住むナメック星人についても解説。

## ナメック星
ナメック星人の故郷の惑星。作中ではサイヤ人編においてその存在が明かされた。空気や重力は地球と同程度で、「アジッサ」という樹木が育っている。ほとんどの家はナメクジのような半楕円状の形をしている。
地球の呼び方で方位はSU83、距離は9045YXの地点にあり、ブルマの父・ブリーフ博士の宇宙船だと地球から4339年と3か月かかる距離だという。ブルマ、クリリン、孫悟飯が乗っていったナメック星人の宇宙船では34日、孫悟空が地球に送られた時の宇宙船を改造したものでは6日で到着した。ナメック星のある場所は北の界王の担当区域ではない。複数の恒星の周りを回っているため、夜がないという特徴がある。また、ナメック星から見ると3つの太陽がそれぞれ昇ったり沈んだりする。
大昔のエイジ261、惑星規模の異常気象がおき、最長老と宇宙に逃れた者を除く全てのナメック星人が滅んだ。木々はまばらで地球に比べると生物の数が少なく、劇中に登場するのは蛙のような生物や両生類のような水生生物が中心。地球と物質組成などが根本的に異なるらしく、空の色は緑や黄色、水の色は紫や緑。しかし、地球人が生存するには特に問題のない環境のようである。
過去には音声認識システムを搭載した超高速で移動できる宇宙船を製造できる科学力を持っていたが、異常気象後にこの技術は失われている。これについては、異常気象後に機械の力によって奇跡を生み出すような科学技術を捨て去ったのが原因とされている。
ナメック星人の名前は頭の角のイメージでナメクジからとったものであり、先住民たちの名称は全てナメクジに似たカタツムリから付けられている。アジッサの苗はアジサイからとった名前であり、ナメック星人のモチーフ＝カタツムリはアジサイが好きだからという理由で付けられた。
ナメック星は地球で悟飯とピッコロが修行した場所に似ているが、クリリンは「本能的に故郷に似た所が落ち着くんだろう」と言っている。これについて鳥山明は「異星の感じを出そうと描いたけど、以前戦っているところに似てきたなと思ったからセリフで説明させた」と語っている。鳥山によると、ピッコロがナメック星人という宇宙人であることは最初から考えていたわけではなく、神様を登場させたときに考えたという。また、「少年マンガで宇宙を出すと失敗する」と言われていたため、ナメック星の設定はかなりつじつまが合うようにきっちり作ったと語っている。
アニメでは、フリーザが宇宙船でナメック星の資源を調査しており、「資源に乏しいつまらない星」と評し、島流しか願いを叶えた後破壊しようと考えていることが描かれた。アニメ『ドラゴンボール超』では、ナメック星の伝説の書に超サイヤ人ゴッドを作り出す方法が記載されていた。これは、かつて悪しきサイヤ人に反旗を翻しながらも力尽き命を落とした超サイヤ人・ヤモシの魂に共感した当時のナメック星人の長が書き記したもの。原作でも最長老自身も超サイヤ人の存在自体は知っていた描写がある。
劇場版『ドラゴンボール超 スーパーヒーロー』でピッコロがオレンジピッコロに変身した際に、背中にアジッサを模した光の紋章が描かれるが、これはナメック星人の誇りを表すシンボルだとされる。

### 新ナメック星
悟空とフリーザの戦いにより、ナメック星は故意に爆発させられて、ナメック星人たちは違う星へと移住することになった。新しいナメック星の詳細については不明だが、地球からかなり遠く離れた位置にあり、悟空は界王に位置を調べて貰った上で移動せねばならなかった。環境はナメック星に似ており、湿地帯が多くアジッサの木が繁茂しやすい土地で、ホウキのような綿毛の植物がまれに生えており、ナメック星人たちが粘土で家を作っていた。
原作漫画およびテレビアニメ『ドラゴンボールZ』では、新しい神としてデンデを連れに行くのと、ブウとの戦いの中、界王神たちが移動してくる程度であるが、劇場版やテレビアニメ『ドラゴンボール超』やテレビゲーム『ドラゴンボールZ カカロット』にも登場している。
劇場版第9作『ドラゴンボールZ 激突!!100億パワーの戦士たち』では、ビッグゲテスターに取り込まれそうになり、その危機を知ったデンデが、悟空たちを向かわせている。

## ドラゴンボール
ナメック星にも地球と同様にドラゴンボールがある。このドラゴンボールはナメック星人の特殊能力で作られたもので、ナメック語で夢の神を意味する「ポルンガ」と呼ばれる怪物の形をした神龍が登場する。地球のドラゴンボールが野球ボールほどの大きさであるのに対して、ナメック星のドラゴンボールはバスケットボールより同じか、一回り大きい程度のサイズ（シーンによりサイズが異なる）。一部媒体では「スーパードラゴンボール」とも呼称される。
ナメック星の神龍は3つの願いを叶えてくれるが、1つの願いにつき1人しか生き返らせることができないなどの制約があったが、後に最長老に新任したムーリの手によって死者の複数蘇生が可能なように改良された。再度使用可能になるまでの時間は地球のものより早い130日である。アニメでは、ナメック星での1年が130日であるためとされている。
ポルンガはナメック星の言葉、すなわちナメック語でないと願いを受け付けない。ただし、ポルンガの話す言葉は地球・宇宙での共通語である。ポルンガを呼び出すための呪文は「タッカラプト・ポッポルンガ・プピリット・パロ」であり、地球の言葉で「出でよ神龍、そして願いを叶えたまえ」という意味である。
老界王神が地球にもドラゴンボールが存在することを知った時に、「ドラゴンボールは自然の摂理を無視した、いわば反則技みたいなもの。真面目なナメック星人だけに許されたもの」と語っている。
第6宇宙にもドラゴンボールが存在している。また、巨大な｢超ドラゴンボール｣が第6、第7宇宙にまたがって7個存在し、それぞれの宇宙のナメック星人が超ドラゴンボールの欠片からドラゴンボールを削り出している。

## ナメック星人
元々はナメック人という別の世界から宇宙に移り住んだ種族。ナメック星ではない所に住み着いたナメック人もいる。

### 外見
顔には触角と尖った耳があり、体毛はない。体色は黄緑色で、老化すると緑色になる。
その外見からも地球人やサイヤ人とはタイプが異なるが、地球に近い自然環境で生活できることや民族衣装が地球のものと似ている点からも、体内組織の構造と文化面に対する感性は地球人と共通する部分も多い。暑さ寒さにも強く、極寒の地で薄着でいても大丈夫な体である。ナメック星人の触角はナメクジをモチーフにしてデザインされている。ナメック星がある第7宇宙と対になっている第6宇宙にも、ナメック星人が存在している。

### 性格
性質は概して温厚で穏やか。親切で礼儀正しく、無駄な争いを好まず平和的共存を願う者が多い。頭脳明晰で知力、記憶力、推理力、判断力などが極めて良く、五感も地球人やサイヤ人と比べてはるかに高性能である。15代前界王神によると、真面目さでは宇宙屈指の種族だという。鳥山明は「基本的にシャイな種族」と語っている。

### 身体の特質と能力
ナメック星人は龍族と戦闘タイプの二つの種族に分けられている。龍族は物を作り出す特殊な力が備わっており、戦闘タイプは護身や村の護衛のために高い戦闘能力が与えられ、お互い協力しながら生活している。またナメック星人の中には、心に入り込んだ悪が神様から分離されて誕生したピッコロや、劇場版オリジナルキャラクターのスラッグという魔族もいる。鳥山明は「ナメック人の多くは賢者タイプで、戦闘タイプは稀」と語っている。
かなりの体力を消耗するが、頭部さえ無事であれば身体の一部分が損傷しても自由に再生できる特徴をもつ。ただしこれは必ずしも頭部さえ無事であれば不死身であるということを意味するものではなく、ムーリ長老がドドリアに首の骨を折られて、アニメ『超』にてピッコロが胸部を撃ち抜かれてそれぞれ絶命している。
ナメック星人は生まれながらにして、どんな遠くにいても声を出すことなく会話ができるテレパシー能力を備えている。舞空術と同じ原理を使って飛行を行うことも可能。ピッコロや劇場版オリジナルキャラクターのスラッグにいたっては、腕の組織を変化させ伸ばしたり、容積を変え体を巨大化させることができる。一部ゲーム作品ではネイルも腕を伸ばす能力を使用。

### 繁殖
ナメック星人は卵により繁殖する。口から白色の卵を吐き出し、その卵から新たなナメック星人が誕生する。単為生殖であるため、地球人のような男女の性別はなく、恋愛という概念もない。それどころか性別そのものに対する概念すら持っておらず、デンデはブルマとの会話の中で彼女の発した「女」や「男」、「お父さん」、「お母さん」という単語の意味も理解できなかった。ただし外見は地球人でいう「男性」に近く、他星人からも男性を指す語で呼ばれる。ピッコロは、卵から孵った直後や天下一武道会の時、ピッコロ大魔王を「父」と呼んでいた。
卵を産めるのは龍族のみで、原則的には各村の長老のみが卵を産むことが許されている。本来一人で産める卵の数は10〜20個ぐらいであり、誕生したナメック星人は長老とは純粋な親子関係にある。異常気象が起こった際には、唯一人生き延びた長老の一人で龍族である最長老は、種の絶滅の恐れもあったため100個以上の卵を産んでおり、6番目までの子供たちは長老として各村を治めさせた。ピッコロや神様、スラッグなどを除く生存しているナメック星人は、すべて最長老が産み出した子供であり本来は兄弟であるが、産み落とされたナメック星人は生みの親である最長老を「最長老さま」と呼び、デンデなどはムーリを「長老さま」、ネイルを「ネイルさん」と呼んでいる。
また、ナメック星人が悪の心により変化した魔族であるピッコロ大魔王は、魔族の仲間を増やすと称しナメック星人の姿ではない魔族の卵を作中で4個生み、最初から成長した姿の魔族を産んでいる。

### 食事・睡眠
ナメック星人は地球人と違って食料を必要とせず、水を飲むだけで生きていくことができる。作者である鳥山明によると、これは「水を栄養に変える酵素を体内に持っているためだと思う」とのこと。綺麗な水を得るために、アジッサの苗を植えて緑化運動もしている。ただしナメック星人にも歯が生えており、神様は子供の頃、ユンザビット高地で親を待っていたとき食べるものもろくに無く辛かったと語ったこともある。鳥山明は「生態として水辺を好む」「なぜか歯はあるのに水しか飲みません」と語っている。
また、作中でデンデは前述の通り、性別の概念および関連する単語を理解できなかった一方で、「食べる」という単語の意味は理解したうえで返答しており、少なくともこちらの概念は持ち合わせている。アニメ『ドラゴンボール』では、ピッコロ大魔王の食事を用意するようにピアノがキングキャッスルで命令しているシーンや、子供の頃のマジュニアが魚をかじっているシーンがある。
アニメ『ドラゴンボール』ではピッコロ大魔王が昼寝をしているシーンがあるが、アニメ『ドラゴンボールZ』においてはピッコロが孫悟飯との修行中に「ナメック星人は眠らない」と発言している場面もある。

### 戦闘力
一部のナメック星人は高い戦闘力を有していて、悟空たちと同じく自在に変化させられる。ベジータがピッコロを初めて目撃した際にも、「なみはずれた戦闘力を持つ」と情報を持っており、「ラディッツのやつがやられてもそれほどふしぎじゃなかったわけか」と腑に落ちた様子を見せていた。
ムーリ長老の村の若者で3000前後あり、これらはサイヤ人のラディッツや、一般的なフリーザの部下たちを上回る戦闘力を持っている。アニメオリジナルで登場した一般的な戦闘タイプの若者の数値は10000前後であり、ナメック星最強の戦闘タイプのネイルに至っては42000と、当時のベジータやフリーザの側近であるザーボン、ドドリアを凌駕している。
ピッコロは神と融合し本来の一人の存在に戻ると真の力を解放し、超（スーパー）サイヤ人をも超える実力を得て作中「超（スーパー）ナメック星人」と形容されるほどの戦士に進化し、一時は悟空ら超サイヤ人の面々を抑えて主人公側の最強の戦力として活躍した。ピッコロ個人はその後もサイヤ人における悟空たちと同様に、種族の域を超え突出して戦闘力を高めていき、セルとの戦いの終盤ではサイヤ人たちから引き離されるものの修行は継続しており、『ドラゴンボール超』宇宙サバイバル編において戦士として出場する。そのさらに数年後、劇場版『スーパーヒーロー』では修行しながらも十全に発揮されていなかった力が解放されることとなり、再度悟空・ベジータに比肩する力を得る。
劇場版『超サイヤ人だ孫悟空』では、悪に染まったことで突然変異的な高い戦闘力を身に付けたナメック星人のスラッグも「超（スーパー）ナメック星人」と形容されている。

### その他
劇場版では触角と口笛の音が弱点と設定されている。口笛の音はくもりガラスや黒板を爪でこする音のように、聴覚を刺激するためである。口笛が苦手というアイデアは鳥山が考案したもの。
すべてのナメック星人は、原作では4本指だが、アニメでは5本指になっている。また、血液が紫色であるのもナメック星人の特徴だが、『ドラゴンボールZ』以前のアニメではたびたび赤色の場合がある。
また、2体以上のナメック星人が融合を行う場合がある。
言語については、独自の言語「ナメック語」の他、クリリンやフリーザ一味にも理解できる言語（宇宙公用語）を話すことができる。この言語は自分がナメック星人であることを忘れていた地球の神やその分身であるピッコロ大魔王によって地球で生み出されたピッコロ、神からこの言語を習ったミスター・ポポも話すことができ、さらには純粋な地球人であるブルマもミスター・ポポにより少なくとも宇宙船の操作に最低限必要なナメック語を会得している。この言語がナメック星にて日常的に使用されているかどうかは不明だが、前述のナメック星のドラゴンボールおよび彼らの開発した音声認識式の宇宙船などはこのナメック語で命令しなければ使用することができない。ナメック語は初代アニメではテープの逆再生と文字テロップで表現されている。また、「ピッコロ」はナメック語で「違う世界」という意味である。
高齢になると体力が衰え外見も皺が増えて老人になり、若返った時のピッコロ大魔王は老人の時よりも遥かに強くなったことが、作中で明らかにされている。さらに、高齢で卵を産むと死の危険すらあるほどとのこと。
宇宙でも屈指の高い戦闘力とこれらの特殊能力ゆえに、宇宙にもその存在は知られており、ベジータも地球に来る前からナメック星のことは噂で聞いていた。

## 主なナメック星人
魔族となったナメック星人であるピッコロ大魔王と、その生まれ変わりである大魔王の子（マジュニア）に関してはピッコロ (ドラゴンボール)を、劇場版オリジナルのナメック星人・スラッグについてはドラゴンボールZ 超サイヤ人だ孫悟空#ゲストキャラクターの項を、ゲームオリジナルのツムリーとマイーマについてはドラゴンボールZ 超サイヤ伝説#ナメック星人をそれぞれ参照。

### 神様（地球の神）
声 - 青野武（無印、Z、改第4話 - 第51話）、島田敏（改第66話 - 第68話、『ドラゴンボールヒーローズ GOD MISSION 第4弾』以降のゲーム）
ナメック星の異常気象で地球に降り立ったナメック星人で、カタッツの子。（原作においては）異常気象時に最長老以外で唯一生き残ったナメック星人。ドラゴンボール、神龍を作った。最長老いわく龍族の天才児で、後の分離さえなければ相当な実力を持っており、超サイヤ人でないサイヤ人相手なら負けることはまずないとされる。地球に降りた際に事故で記憶の多くを失っており、ナッパがピッコロを「ナメック星人」と言うまでは、自分がナメック星人であることすら忘れていた。戦闘力は220。
地球では最初、ユンザビット高地で生活していた。青年になると、ユンザビットを飛び出し、世界を見て回っていき、天界の神殿において、地球の神の後継者を志す。本来ナメック星人は善の存在だが、地球人の邪悪な一面に触れたことにより、わずかな悪の心が芽生える。それを先代の神に見抜かれ、神になるために修行で悪の心を解き放ち分離させるが、それがピッコロ大魔王となった。もう一人の自分自身であるためどちらが死んでもどちらも死んでしまう。アニメではかつてガーリックと神の座を競っていたが、先代の神がガーリックの野望を見抜いたことから、神の後継者として選ばれた。
人間たちが余りにも私利私欲のためにドラゴンボールを利用しようとしているのを見てピッコロ大魔王が神龍を殺して、ドラゴンボールを使えなくした際には、もう神龍もドラゴンボールも復活させないでおこうと考えていた。だが、私利私欲のためではなく、ピッコロ大魔王たちに殺された仲間たちを生き返らせるために、ドラゴンボールを再度使用可能にしてもらおうとカリン塔から天界に登ってきた悟空を見て考えを改める。悟空のような者がわずかでもいる限りは、そうした者へのたった一つの最後の希望としてドラゴンボールを残しておこうと決意し、神龍の模型に指先から光線を発射して神龍を復活させた。
初代ピッコロ大魔王を倒した当時の悟空を指一本で弾き飛ばすほどの実力者。その際に自分とピッコロ大魔王の関係を教え、ピッコロが自分の生まれ変わりのマジュニアを残したことを伝える。いずれ来る戦いに備え、また神殿ならピッコロも手出しはできないと考え、自ら悟空に修行をつけることに。それから時は流れ、自分とピッコロとの関係を知った悟空ではピッコロを倒せないとの判断から、人間の中年男性の体に憑依して自身も第23回天下一武道会にシェンと名乗り出場。戦闘では手を交差して放つ衝撃波を見せている。ピッコロとの戦いでは、魔封波を使用してビンに封じ込めようとしたが逆にピッコロにさらに強大な魔封波による魔封波返しを放たれ、憑依している人間だけでも助けるべく人間の肉体から抜け出し封印された。また、ピッコロとは命を共有しているため、神が自ら死ねばピッコロも死なすことができるが、「神が自殺をする訳にはいかない」という理由から、自殺できないでいた。彼自身は、ピッコロの死と同時に自分も命を落とすということを恐れてはいなかったが、「神だって命は惜しい」「自殺をしないですむ方法を人間が教えてくれた」と語っている。
蘇生は無理だが、バラバラに木っ端微塵になった死体の肉体を再生させることは可能。それにより、あの世において、餃子の身体を元通りにしている。それ以外にも破壊された月を元に戻したり、遠い場所にある死体を瞬間移動させたり、神様の神殿とあの世の閻魔界との間を自身に掴まっている者を含めて自由に行き来する能力も持つ。
地球の戦士たちの稽古もつけ、最初は悟空に対ピッコロのための稽古をつけ、次にクリリン、ヤムチャ、天津飯、餃子、ヤジロベーの5人に対サイヤ人の稽古をつけた。
ピッコロがナッパの攻撃で戦死した際に消滅するが、自分の命を捨ててまで悟飯を救ったピッコロの変化を嬉しく思っていた。あの世においては、餃子のバラバラになった身体を再生させ、ピッコロたちが界王星で修行する中、自身はあの世に残った。ナメック星のドラゴンボールで復活した後、界王と連絡を取り合い、共同で地球とナメック星のドラゴンボールを使った願いを行う。
アニメオリジナルエピソードの魔凶星編では、復活したガーリックJr.にミスター・ポポと共に囚われ、ビンの中に封印されるが、悟飯たちに助け出される。そして、アクアミストを浄化すべく天界の底に向かい、先代の神たちの攻撃に苦しみながらもポポに超神水を流させ、世界中のアクアミストの浄化に成功。先代の神たちからも認められた。なお、事件前には、ピッコロに神の後継者になってくれるように頼みに行っている。
人造人間・セル編では、打倒人造人間のためにピッコロから融合を迫られ、自身も融合する必要があることを理解しながらも迷っていたが、もう一台のタイムマシンに乗ってきたセルの行いを見て融合を決意し、ピッコロの一部となった。その後、神様の座は同じナメック星人のデンデに受け継がれた。
地球の神ではあるものの、ミスター・ポポの方が天界での職歴が長く、ポポより知識で劣るケースがいくつかあった。閻魔大王、界王、大界王、界王神など、神様より地位の高い人物が多く存在し、彼らを前に畏まる場面も多い。特に閻魔大王に対しては彼の面前で悟空に「界王様の方が（閻魔大王より）もっとすごいんだ」と言ったため「お前が死んだら地獄行きにしようか？」と機嫌を損ねたため、慌てて「（閻魔だけに）地獄耳」とギャグを言ったのでセンスがないと言われていた。とサイヤ人編以後は、コメディキャラクターとしての側面を強くしており、閻魔大王に萎縮したり、自分が地球人と「ちょっと」ちがうことを少々気にしていた。
演じた青野は「感情の起伏の激しいピッコロ大魔王と違って、神様は静かな自然な感じだから、やるほうとしては演じ分けしやすかったと思う」、また「悟空が強くなりすぎて、神様といえども彼を引き立てるただの人みたいになってしまうんじゃないか」と語ったこともある（インタビューはサイヤ人編頃）。

### カタッツ
名前のみの登場。神様がピッコロ大魔王と分裂する前だった頃、そのナメック星人を産んだ親にあたる龍族。ナメック星の異常気象の時、宇宙船に我が子を乗せて脱出させた。自分も宇宙船の後を追うと我が子に約束をするが、結局異常気象で死亡したため、その約束は実現しなかった。『ドラゴンボールDAIMA』では名前のみだが登場し、魔界にいるナメック星人であるネバとは生前から面識がありピッコロと似た外見だったとのこと。
名前の由来は、カタツムリ。

### デンデ
声 - 鈴木富子（Z第49話 - 第288話、劇場版第9作）、結城比呂（Z第290話 - 第291話、GT、ゲーム『Sparking!NEO』、『Sparking!METEOR』、『インフィニットワールド』）、平野綾（改、超、劇場版第18作、第21作、『フュージョンズ』以降のゲーム）
龍族のナメック星人の子供。最長老108番目の子供で、ナメック星人の中ではかなり優秀な才能を持っている。村がフリーザ一味に襲われ、ドドリアに殺されそうになったところを悟飯に助けてもらったことで、彼らのドラゴンボール集めに協力するようになる。戦う力は持たないが人を抱えたまま空を飛ぶこともできる。また、最長老によって潜在能力が解放された後は、他の者に手で触れることで、重傷を負った者を回復させることができる能力を持つようになった。ナメック語でポルンガを呼び出し願いを伝えたり、フリーザとの闘いで傷ついた彼らを治癒したりと活躍したが、その回復能力を危険視され、後にフリーザによって殺される。その後、間もなく地球のドラゴンボールによって生き返り、ポルンガに願いを言い、崩壊するナメック星から悟空とフリーザを除く全員を地球に避難させることに成功する。その後は他のナメック星人とともに新たなナメック星に移り住んでいたが、先代の神がピッコロと融合したためドラゴンボールが力を失い、新ナメック星を訪れた悟空に新たな地球の神として連れてこられた。以後は神龍とドラゴンボールを管理することになる。
ナメック星で新しい最長老となったムーリによれば、地球の新しい神の座についたのも悟飯やクリリンに会いたいというのが主な理由らしく、デンデは悟飯やクリリンのことも慕っている。また、フリーザ同様にナメック星で殺戮を繰り広げたベジータを当初は嫌悪し、フリーザに対抗するべくあえて瀕死になったベジータに対し「お前もフリーザと同じだ」と治療を拒むほどだったが、魔人ブウ編においてそのわだかまりは緩和されており、魔人ブウ打倒のために策を講じるベジータと連絡を取り合い、ベジータが負傷した際には自らの意思で治療している（助けた際には笑顔まで見せている）。『神と神』においても、彼が変わったことをクリリンに説いていた。魔人ブウに神殿を襲われた際は危うくチョコレートに変えられて食われるところだったがミスター・ポポに助けられ生存。その後、魔人ブウとの戦いで重傷を負った悟飯を手当てし、以降の戦いでも魔人ブウ打倒に協力した。
鳥山は、友達になりたいキャラクターとして、悟飯、クリリン、ブルマ、亀仙人と共に、デンデの名を挙げていた。魔人ブウ編初期では身長が伸び、神の装束を着ていたが、後に登場した時にはナメック星編と同じ姿になっていた。
『ドラゴンボール超』では、神であるためビルスや超サイヤ人ゴッドになった悟空の気を感じ取る描写がある。宇宙サバイバル編では人造人間17号の居場所を聞きにやってきた悟空のために、神殿ごと移動して17号がいる南の島まで案内する。また、島の近くの村に魔人ブウの生まれ変わりであるウーブが住んでいることを悟空に教え、いずれ正しい力の使い方を教えてあげるべきだと提案する。
『ドラゴンボールGT』では悟空によるウーブの修行のために宮殿に頑丈な訓練場を建設するが、2人の激しい修行により崩壊寸前になっていた。ベビー編では地球人同様ベビーに操られ、ベビーに悟空たちの集めた究極のドラゴンボールを渡す。その後、宮殿に超神水を取りに来た界王神をミスター・ポポと一緒に捕まえようとするが、すんでの所で浄化される。悟空が地獄に落ちた際に地獄にいたピッコロと力を合わせて悟空を地上に返した。
TVスペシャル『悟空外伝!勇気の証しは四星球』は100年後の話で、その頃110歳になるパン以外の悟空の仲間は誰も生きていないと作中のナレーションで語られているが、ドラゴンボールは存在している。約200年後のドラゴンボールを描いた『ドラゴンボールオンライン』では、存命中という設定が用意されている。
ゲーム『超サイヤ伝説』では、怯えて戦闘に参加することはできないものの、成長することで仲間の回復ができるようになる。また、ゲームの展開によってはピッコロと同化する場合もある。同化しない場合、フリーザが最終形態になった際に原作同様フリーザに殺害される。
名前の由来は、カタツムリの他の呼び方のでんでんむし。

### カルゴ
声 - 佐藤聡美（改）
デンデの弟。原作では登場して間もなくフリーザに殺されたが、アニメではドドリアに殺される。後に地球のドラゴンボールで生き返った。原作ではフリーザによって最初に殺されたナメック星人でもある。デンデと違い服に帯がなく、アニメでは若干色合いも異なる。
アニメでは地球にワープした際、もう一人のナメック星人の子供（相沢舞〈改〉）と遊んでいる子供が登場しているが、『改』においてはこちらもカルゴとされていた。
スーパーファミコン用ゲーム『超サイヤ伝説』では本編とは若干ストーリーや設定が異なり、デンデの村とは別の村に住んでいて、家屋の中に隠れていたために事なきを得る。その後、やってきた悟飯たちによって保護され、最長老のもとに辿り着いた時点でパーティから外れるが、悟飯たちが不在の最中にフリーザの襲撃に遭い、殺される。作中ではデンデと違って成長することは無く、特殊能力も持たない完全なノンプレイヤーキャラクターである。
名前の由来は、エスカルゴ。

### ネイル
声 - 森功至（Z）、楠大典（改、『レイジングブラスト2』以降のゲーム）
ナメック星の戦士で、ピッコロと瓜二つ。最長老の護衛を役目とする戦闘タイプのナメック星人で、戦闘力は42000。原作ではフリーザが最長老と遭遇した時点において、最長老から唯一の戦闘タイプと言われており、ナメック星人の中でも特に高い実力を持つ。その戦闘力はフリーザも評価しており、「部下にほしいくらい」と言わしめた。
当初は最長老を守ることに専念して戦いに赴くことは無かったが、ギニュー特戦隊が来襲すると最長老の命令で悟飯たちの援護に向かうことになる。しかしその途中で、フリーザが最長老のもとへ向かっていることに気付くと来た道を引き返して最長老の救援に向かったため、結局悟飯たちと共闘することはなかった。その後は最長老の家でフリーザを待ち構え、悟飯とクリリンにポルンガを呼び出させるための時間稼ぎとしてフリーザに決死の戦いを挑む。結果は惨敗であり、まったく歯が立たず重傷を負ったものの、時間稼ぎとしての役目を充分に果たすことに成功する。ネイルは激昂したフリーザに放置され、その後に通りかかったピッコロの実力を認めて彼と同化することを願い出る。ピッコロをベースとして同化を行ったことで、ネイルの肉体と自我は基本的に消滅したが、彼の力と意志はピッコロへと受け継がれた。
ゲーム『ドラゴンボールZ Sparking! METEOR』では操作キャラクターとして使用可能。最強の戦士タイプとして、ピッコロとの戦いを楽しみにしていた様子が窺える。また初代ピッコロ大魔王やスラッグの異常さを感じ取っていた。『ドラゴンボール ゼノバース2』でも操作キャラクターとして参戦。サブシナリオでは、ナメック星のドラゴンボールを狙ってきたフリーザ一味を追い払うべく主人公と共闘する。
名前の由来は、カタツムリの英名スネイル。

### 最長老
声 - 滝口順平（Z第53話 - 第75話、改）、佐藤正治（Z第100話 - 第105話、ゲーム『ゼノバース2』）、増谷康紀（ゲーム『フュージョンズ』、『カカロット』）
かつてナメック星が異常気象に襲われた際、カタッツの子を除きただ一人生き残った龍族のナメック星人で当時はまだ7人の長老の内の1人だった。その後最長老となり、自ら100人以上のナメック星人を産み、再び繁栄に導いた。とても頭脳明晰で、民からの信頼も厚い。異星人についても詳しく、サイヤ人のみならず遥か遠い星に住む地球人の存在を認知しており、伝説の存在である超サイヤ人の名も口にした。頭に手を当てて人の記憶を探る、遠くから大概の予知ができるなどの超能力を持つ。人の潜在能力を引き出すことができ、劇中では悟飯やクリリン、デンデの潜在能力を引き出した。ブルマたちがナメック星に来た時には死期が近づいており、手と口以外は椅子に座ったまま動かさなかった。他のナメック星人に比べて身体が非常に大きい。スカウターの「ポイント8829401｣地点にある2階建ての家の2階に住んでいる。
デンデがポルンガに3つ目の願い事を言おうとした時に寿命で死亡したが、地球のドラゴンボールにより、「フリーザ一味に殺された者を生き返らせる」願いによって、フリーザ襲来による圧力によって寿命が縮まったという解釈から、わずかに縮んだ寿命の分だけ復活。デンデらナメック星人と共に地球に脱出した後、ムーリに最長老の任を委ねてこの世を去る。2度目の死は1度目とは違い、自分を尊敬する多くのナメック星人に看取られながら天寿を全うして消滅した。
また、彼の座っていた椅子は手すりと背もたれにドクロの飾りがない以外はピッコロ大魔王が座っていた物とデザインが同じであり、鳥山は「ピッコロ大魔王の頭の中にナメック星にいた頃の記憶が少し残っていたためではないか」と語っている。

### ムーリ長老
声 - あずさ欣平（Z）、田中亮一（改、ゲーム『カカロット』）
元々はデンデの村の長老で、異常気象でほとんどのナメック星人が死に絶えた後、最長老が最初に生んだ子供。フリーザ一味に村が襲われた時、スカウターでナメック星人の居所を探っていることを見抜き、ドドリアの物も含めて（ザーボンの物はベジータの戦いを探っていて故障し、フリーザはギニュー特戦隊が到着するまでは装着していなかった）スカウターを全て破壊した。その結果、その後のフリーザたちのドラゴンボール探しの妨げとなり、さらにフリーザの部下や側近がベジータに襲われる要因にもなった。ドドリアによって殺されたが、地球のドラゴンボールで生き返る。最長老の没後、次代の最長老となった。最長老に任命されるだけあり、優れた能力を持っており、魔人ブウの頃までにポルンガの願いを何人でも生き返れるようにパワーアップさせる。アニメ版では、先代最長老から力を継承するシーンが描かれた。
名前の由来は、カタツムリ。

### ツーノ長老
声 - 平野正人（改）
ナメック星の長老の1人。ベジータに村を襲われ村人全員が皆殺しにされた際に、子供もろともベジータに爆殺される。当時ベジータは既に「フリーザ一味」から離反していたため、後に地球のドラゴンボールで「フリーザ一味」に殺された者を生き返らせた際にも誰も生き返っていない。アニメではドラゴンボール探しに来た悟飯の手で村人全員の墓が作られた。
名前の由来は、カタツムリの角。

### その他
老人
声 - 園部啓一（改）
ムーリ村の老人。フリーザに従わないムーリに対し、ザーボンに見せしめに殺される。その後ドラゴンボールで復活。
若者
声 - 真地勇志、佐藤浩之（以上、Z）、藤本たかひろ、石川和之、松原大典（以上、改）
ムーリ村の若者3人組。平常時で1000、気を解放した状態で3000ほどの戦闘力を持ち、フリーザ軍の下級兵を壊滅させるが、出撃したドドリアによって全員殺される。その後ドラゴンボールで復活。
長老
声 - 田中亮一（改）
ナメック星の長老の1人。本名は不明。フリーザ一味に村を壊滅させられ、2個目のドラゴンボールである五星球を奪われた際、「揃えたところで貴様らには願いは叶えられん」と警告した。フリーザはこのことを単なる負け惜しみと思い気にも留めなかったが、後に事実と知り愕然とする。

### 『ドラゴンボールZ』オリジナルキャラクター
戦士タイプのナメック星人
声 - 真地勇志、里内信夫
アニメ『Z』にのみ登場するナメックの戦士。ネイルが時間稼ぎのためにフリーザと闘う直前に乱入。仲間3人で戦いを挑むが気で吹き飛ばされた。戦闘力は全員10000ほど。

### 『ドラゴンボール超』オリジナルキャラクター
ピリナ、サオネル
声 - 江川央生（ピリナ）、神奈延年（サオネル）
『超』に登場する第6宇宙のナメック星人。同宇宙のサイヤ人のように気質に変化は見られず温和。第7宇宙のナメック星人に比べて肌色が青みがかっている。
エスカ
漫画版『超』に登場。新ナメック星のムーリ村に住むナメック星人の子供。ムーリ最長老から次の最長老に任命された。
ツブリ
漫画版『超』に登場。新ナメック星の長老の一人。
タニッシ
漫画版『超』に登場。ツブリ村の住人。

### 劇場版オリジナルキャラクター
スラッグ
声 - 屋良有作（劇場版『超サイヤ人だ孫悟空』、ゲーム『ゼノバース2』）、稲田徹（ゲーム『レイジングブラスト2』）
劇場版第7作『ドラゴンボールZ 超サイヤ人だ孫悟空』で初登場。

### ゲームオリジナルキャラクター
ツムリー
『ドラゴンボールZ 超サイヤ伝説』に登場。
マイーマ
『ドラゴンボールZ 超サイヤ伝説』に登場。
ネッケ
『ドラゴンボールZ カカロット』に登場。フリーザ軍の兵士に襲われていた子供であり、悟飯に助けられ交流を深める。後にドラゴンボールの願いで地球に移動した際に、他のナメック星人と共に新ナメック星へ行かず地球に留まる。
『ドラゴンボールオンライン』ではナメック星人のアバターが登場しており、鳥山により様々な形状の頭部をしたナメック星人がデザインされている。本作では原作から約250年後のナメック星人が描かれ、人間、魔人とともに地球で共存している。

## 主なナメック人
作品内でナメック星のナメック人ではないと言及があった人物のみ記載。

### 『ドラゴンボール超』オリジナルキャラクター
モナイト
漫画版『超』に登場。シリアル星のナメック人。シリアル星にはかつて数十人のナメック人がシリアル人と共存していたが、サイヤ人の襲撃によりモナイト以外は全滅している。

## 他作品でのナメック星
秋本治の漫画『こちら葛飾区亀有公園前派出所』の両津勘吉が第69巻第8話「新たなる旅立ちの巻」（1990年発表）でのオチで飛ばされてきた場所として登場しており、その続編として2006年に秋本治と鳥山明の合作によって描かれた『超こち亀』収録の『こちらナメック星ドラゴン公園前派出所』では両津はナメック星に転属させられたという設定になっている（両津曰く「コンビニもありゃしないド田舎」とのことで、文句を垂らしながらも自転車でパトロールをしている）。